# I liga argentyńska w piłce nożnej (1923)
W roku 1923 Argentyna miała dwóch mistrzów w rozgrywkach organizowanych przez dwie konkurencyjne federacje piłkarskie.
Mistrzem Argentyny w ramach rozgrywek organizowanych przez federację piłkarską Asociación Argentina de Football został klub Boca Juniors, natomiast tytuł wicemistrza Argentyny zdobył klub CA Huracán.
Mistrzem Argentyny w ramach rozgrywek organizowanych przez federację piłkarską Asociación Amateurs de Football został klub San Lorenzo de Almagro, natomiast tytuł wicemistrza Argentyny zdobył klub Independiente.

## Primera División – Asociación Argentina de Football
Mistrzem Argentyny w roku 1923 w ramach rozgrywek organizowanych przez federację piłkarską Asociación Argentina de Football został klub Boca Juniors, natomiast tytuł wicemistrza Argentyny zdobył klub CA Huracán. W tym sezonie udało się rozegrać jedynie około 2/3 przewidzianych meczów (aż 182 mecze nie zostały rozegrane) i w końcu by wyłonić mistrza konieczne było rozegranie w 1924 roku aż czterech meczów barażowych.
Kluby Estudiantes La Plata i CS Palermo przeszły do konkurencyjnej federacji Asociación Amateurs de Football. Na ich miejsce do pierwszej ligi awansował klub Sportsman. Liga zmniejszyła się z 23 do 22 klubów.

### Mecze chronologicznie
| Data                 | Mecz |
| -------------------- | --- |
| 11 marca 1923        | CA All Boys – CA Temperley 0:1 |
| 11 marca 1923        | Club Argentino de Banfield – Sportivo Barracas Buenos Aires 2:3 |
| 11 marca 1923        | Boca Alumni Buenos Aires – Nueva Chicago Buenos Aires 3:3 |
| 11 marca 1923        | Boca Juniors – Sportivo del Norte Buenos Aires 6:3 Domingo Alberto Tarasconi, Pedro Bleo Fournol “Calomino”, Pablo Bozzo (2), Ángel Segundo Médici, Armando Oliva – A. Rossi (2), G. Martínez                                                             |
| 11 marca 1923        | Club El Porvenir – Sportivo Dock Sud 0:1 |
| 11 marca 1923        | Estudiantes La Plata – Club Progresista 1:1 |
| 11 marca 1923        | CA Huracán – Porteño Buenos Aires 4:0 |
| 11 marca 1923        | Retiro Buenos Aires – Del Plata Buenos Aires 0:0 |
| 11 marca 1923        | San Fernando Buenos Aires – CA Alvear 3:1 |
| 11 marca 1923        | CS Palermo – Villa Urquiza Buenos Aires 1:0 |
| 18 marca 1923        | Boca Juniors – Sportivo Dock Sud 5:2 Dante Pertini (2), Domingo Tarasconi (3) – Secchi, De Los Santos |
| 18 marca 1923        | Club El Porvenir – Sportivo del Norte Buenos Aires 0:1 |
| 18 marca 1923        | Estudiantes La Plata – Del Plata Buenos Aires 1:2 |
| 18 marca 1923        | CA Huracán – Club Argentino de Banfield 6:1 |
| 18 marca 1923        | Nueva Chicago Buenos Aires – Retiro Buenos Aires 2:1 |
| 18 marca 1923        | Porteño Buenos Aires – CA All Boys 1:1 |
| 18 marca 1923        | Club Progresista – Argentinos Juniors 1:0 |
| 18 marca 1923        | Sportivo Barracas Buenos Aires – CA Alvear 3:1 |
| 18 marca 1923        | CS Palermo – Boca Alumni Buenos Aires 3:4 |
| 18 marca 1923        | CA Temperley – Villa Urquiza Buenos Aires 2:2 |
| 25 marca 1923        | CA All Boys – Club Progresista 3:1 |
| 25 marca 1923        | Club Argentino de Banfield – Retiro Buenos Aires 0:1 |
| 25 marca 1923        | Argentinos Juniors – Sportivo Barracas Buenos Aires 4:0 |
| 25 marca 1923        | Boca Alumni Buenos Aires – Sportivo del Norte Buenos Aires 4:0 |
| 25 marca 1923        | Del Plata Buenos Aires – CA Temperley 2:1 |
| 25 marca 1923        | Club El Porvenir – CS Palermo 0:1 |
| 25 marca 1923        | Porteño Buenos Aires – CA Alvear 1:1 |
| 25 marca 1923        | Villa Urquiza Buenos Aires – Boca Juniors 0:1 Domingo Tarasconi |
| 26 marca 1923        | Estudiantes La Plata – Nueva Chicago Buenos Aires 5:1 |
| 26 marca 1923        | Sportivo Dock Sud – San Fernando Buenos Aires 3:1 |
| 29 marca 1923        | Argentinos Juniors – Del Plata Buenos Aires 0:1 |
| 29 marca 1923        | Boca Juniors – Retiro Buenos Aires 0:0 |
| 29 marca 1923        | CA Huracán – Boca Alumni Buenos Aires 2:0 |
| 29 marca 1923        | San Fernando Buenos Aires – Club Argentino de Banfield 3:0 |
| 29 marca 1923        | Sportivo Barracas Buenos Aires – Porteño Buenos Aires 5:0 |
| 29 marca 1923        | CS Palermo – Sportivo del Norte Buenos Aires 3:2 |
| 29 marca 1923        | CA Temperley – CA Alvear 6:1 |
| 29 marca 1923        | Nueva Chicago Buenos Aires – Club El Porvenir 1:0 |
| 1 kwietnia 1923      | Club El Porvenir – Club Argentino de Banfield 2:1 |
| 1 kwietnia 1923      | Estudiantes La Plata – Boca Juniors 1:1 Calandra – Pedro Bleo Fournol “Calomino” |
| 1 kwietnia 1923      | San Fernando Buenos Aires – Porteño Buenos Aires 1:0 |
| 1 kwietnia 1923      | CS Palermo – Sportivo Barracas Buenos Aires 1:1 |
| 8 kwietnia 1923      | Club Argentino de Banfield – Sportivo del Norte Buenos Aires 3:2 |
| 8 kwietnia 1923      | Argentinos Juniors – Sportivo Dock Sud 0:0 |
| 8 kwietnia 1923      | Boca Alumni Buenos Aires – CA Temperley 0:1 |
| 8 kwietnia 1923      | Boca Juniors – Sportivo Barracas Buenos Aires 2:1 Domingo Tarasconi, Pablo Bozzo – Ramón Muttis s |
| 8 kwietnia 1923      | Del Plata Buenos Aires – Nueva Chicago Buenos Aires 4:0 |
| 8 kwietnia 1923      | Estudiantes La Plata – CS Palermo 0:0 |
| 8 kwietnia 1923      | CA Huracán – CA All Boys 2:1 |
| 8 kwietnia 1923      | Porteño Buenos Aires – Club El Porvenir 1:2 |
| 8 kwietnia 1923      | Club Progresista – San Fernando Buenos Aires 1:1 |
| 8 kwietnia 1923      | Villa Urquiza Buenos Aires – Retiro Buenos Aires 0:1 |
| 15 kwietnia 1923     | CA Alvear – Club Argentino de Banfield 2:0 |
| 15 kwietnia 1923     | Club El Porvenir – Retiro Buenos Aires 2:1 Cherro, Carlos Sacarello – ? |
| 15 kwietnia 1923     | Estudiantes La Plata – Boca Alumni Buenos Aires 3:1 |
| 15 kwietnia 1923     | CA Huracán – Club Progresista 3:1 |
| 15 kwietnia 1923     | Porteño Buenos Aires – Argentinos Juniors 5:1 |
| 15 kwietnia 1923     | Sportivo Barracas Buenos Aires – San Fernando Buenos Aires 0:1 |
| 15 kwietnia 1923     | Sportivo del Norte Buenos Aires – CA All Boys 1:0 |
| 15 kwietnia 1923     | Sportivo Dock Sud – Nueva Chicago Buenos Aires 2:1 |
| 15 kwietnia 1923     | CS Palermo – Del Plata Buenos Aires 3:0 |
| 15 kwietnia 1923     | CA Temperley – Boca Juniors 0:1 Domingo Tarasconi |
| 22 kwietnia 1923     | CA All Boys – CA Alvear 2:1 |
| 22 kwietnia 1923     | Boca Alumni Buenos Aires – Sportivo Barracas Buenos Aires 1:3 |
| 22 kwietnia 1923     | Club Progresista – Club Argentino de Banfield 2:0 |
| 22 kwietnia 1923     | San Fernando Buenos Aires – Sportivo del Norte Buenos Aires 2:0 |
| 22 kwietnia 1923     | Sportivo Dock Sud – Porteño Buenos Aires 1:0 |
| 22 kwietnia 1923     | CS Palermo – Boca Juniors 2:1 Izaguirre (2) – Domingo Tarasconi |
| 22 kwietnia 1923     | CA Temperley – Retiro Buenos Aires 3:2 |
| 22 kwietnia 1923     | Villa Urquiza Buenos Aires – Club El Porvenir 1:1 |
| 29 kwietnia 1923     | Club Argentino de Banfield – Estudiantes La Plata 1:1 |
| 29 kwietnia 1923     | Argentinos Juniors – Villa Urquiza Buenos Aires 3:1 |
| 29 kwietnia 1923     | Boca Juniors – CA All Boys 3:0 Armando Oliva, Alfredo Garasini (2) |
| 29 kwietnia 1923     | Club El Porvenir – CA Temperley 1:0 |
| 29 kwietnia 1923     | CA Huracán – Nueva Chicago Buenos Aires 1:0 |
| 29 kwietnia 1923     | San Fernando Buenos Aires – Boca Alumni Buenos Aires 0:1 |
| 29 kwietnia 1923     | Sportivo Barracas Buenos Aires – Club Progresista 5:2 |
| 29 kwietnia 1923     | Sportivo del Norte Buenos Aires – Del Plata Buenos Aires 0:1 |
| 29 kwietnia 1923     | Sportivo Dock Sud – CA Alvear 1:1 |
| 29 kwietnia 1923     | CS Palermo – Retiro Buenos Aires 5:1 |
| 6 maja 1923          | Club Argentino de Banfield – Porteño Buenos Aires 1:0 |
| 6 maja 1923          | Argentino de CA Argentino de Quilmes – Boca Juniors 0:1 Emilio Sánchez |
| 6 maja 1923          | Boca Alumni Buenos Aires – CA All Boys 1:1 |
| 6 maja 1923          | Estudiantes La Plata – Club El Porvenir 1:0 |
| 6 maja 1923          | CA Huracán – Sportivo Dock Sud 1:0 |
| 6 maja 1923          | Retiro Buenos Aires – San Fernando Buenos Aires 1:0 |
| 6 maja 1923          | Club Progresista – Del Plata Buenos Aires 2:1 |
| 6 maja 1923          | Sportivo Barracas Buenos Aires – Sportivo del Norte Buenos Aires 3:1 |
| 6 maja 1923          | CS Palermo – Argentinos Juniors 1:1 |
| 6 maja 1923          | CA Temperley – Nueva Chicago Buenos Aires 1:2 |
| 6 maja 1923          | Villa Urquiza Buenos Aires – CA Alvear 0:1 |
| 10 maja 1923         | Club Argentino de Banfield – Villa Urquiza Buenos Aires 0:0 |
| 10 maja 1923         | Argentino de CA Argentino de Quilmes – CA All Boys 0:1 |
| 10 maja 1923         | Boca Alumni Buenos Aires – Del Plata Buenos Aires 1:3 |
| 10 maja 1923         | Boca Juniors – Argentinos Juniors 1:2 Domingo Tarasconi k – Iribarren k, Fernández |
| 10 maja 1923         | Club El Porvenir – Club Progresista 0:0 |
| 10 maja 1923         | Porteño Buenos Aires – CA Temperley 2:1 |
| 10 maja 1923         | San Fernando Buenos Aires – Nueva Chicago Buenos Aires 0:0 |
| 10 maja 1923         | Sportivo Barracas Buenos Aires – CA Huracán 3:1 mecz przerwany z powodu zamieszek na trybunach w 60 minucie przy stanie 1:0 dokończony 29 czerwca 1923 roku                                                                                               |
| 10 maja 1923         | Sportivo del Norte Buenos Aires – CA Alvear 2:1 |
| 10 maja 1923         | Sportivo Dock Sud – CS Palermo 2:0 |
| 10 maja 1923         | Retiro Buenos Aires – Estudiantes La Plata 0:1 |
| 13 maja 1923         | CA Alvear – Club Progresista 2:1 |
| 13 maja 1923         | Argentinos Juniors – CA Huracán 1:3 |
| 13 maja 1923         | Boca Juniors – Club Argentino de Banfield 3:0 Dante Pertini (2), Emilio Sánchez |
| 13 maja 1923         | Club El Porvenir – Sportivo Barracas Buenos Aires 0:3 |
| 13 maja 1923         | Estudiantes La Plata – CA All Boys 2:1 |
| 13 maja 1923         | Nueva Chicago Buenos Aires – Argentino de CA Argentino de Quilmes 0:0 |
| 13 maja 1923         | Retiro Buenos Aires – Boca Alumni Buenos Aires 2:0 |
| 13 maja 1923         | Porteño Buenos Aires – Del Plata Buenos Aires 0:3 |
| 13 maja 1923         | San Fernando Buenos Aires – Villa Urquiza Buenos Aires 1:2 |
| 13 maja 1923         | Sportivo del Norte Buenos Aires – Sportivo Dock Sud 0:3 |
| 13 maja 1923         | CS Palermo – CA Temperley 0:0 |
| 27 maja 1923         | CA All Boys – Sportivo Dock Sud 1:2 |
| 27 maja 1923         | Club Argentino de Banfield – CA Temperley 1:2 |
| 27 maja 1923         | Boca Juniors – San Fernando Buenos Aires 5:0 Antonio Cerrotti (3), Domingo Tarasconi, Pedro Bleo Fournol “Calomino” |
| 27 maja 1923         | Estudiantes La Plata – Sportivo Barracas Buenos Aires 3:1 |
| 27 maja 1923         | Nueva Chicago Buenos Aires – CA Alvear 2:1 |
| 27 maja 1923         | Porteño Buenos Aires – Sportivo del Norte Buenos Aires 1:3 |
| 27 maja 1923         | CS Palermo – Argentino de CA Argentino de Quilmes 1:0 |
| 31 maja 1923         | CA All Boys – Sportivo Barracas Buenos Aires 1:1 |
| 31 maja 1923         | Argentinos Juniors – Estudiantes La Plata 1:2 |
| 31 maja 1923         | Del Plata Buenos Aires – Boca Juniors 1:4 Rivet – Domingo Tarasconi (3), Dante Pertini |
| 31 maja 1923         | CA Huracán – CA Alvear 3:2 |
| 31 maja 1923         | Retiro Buenos Aires – Sportivo Dock Sud 0:0 |
| 31 maja 1923         | Porteño Buenos Aires – Palermo Buenos Aires 0:0 |
| 31 maja 1923         | Club Progresista – Argentino de CA Argentino de Quilmes 3:1 |
| 31 maja 1923         | San Fernando Buenos Aires – Club El Porvenir 3:0 |
| 31 maja 1923         | CA Temperley – Sportivo del Norte Buenos Aires 2:0 |
| 31 maja 1923         | Villa Urquiza Buenos Aires – Nueva Chicago Buenos Aires 0:0 |
| 3 czerwca 1923       | Boca Juniors – Club Progresista 3:0 Dante Pertini, Domingo Tarasconi (2) |
| 3 czerwca 1923       | Del Plata Buenos Aires – CA Alvear 0:0 |
| 3 czerwca 1923       | Club El Porvenir – Argentinos Juniors 0:0 |
| 3 czerwca 1923       | Estudiantes La Plata – Palermo Buenos Aires 2:0 |
| 3 czerwca 1923       | Retiro Buenos Aires – CA All Boys 0:0 |
| 3 czerwca 1923       | Porteño Buenos Aires – Villa Urquiza Buenos Aires 0:1 |
| 3 czerwca 1923       | Sportivo Barracas Buenos Aires – Argentino de CA Argentino de Quilmes 2:0 |
| 3 czerwca 1923       | CS Palermo – Club Argentino de Banfield 1:1 |
| 3 czerwca 1923       | CA Temperley – CA Huracán 0:1 |
| 3 czerwca 1923       | Sportivo Dock Sud – Boca Alumni Buenos Aires walkower dla Sportivo Dock Sud |
| 10 czerwca 1923      | CA All Boys – Villa Urquiza Buenos Aires 1:0 |
| 10 czerwca 1923      | Argentino de CA Argentino de Quilmes – Sportivo del Norte Buenos Aires 2:0 |
| 10 czerwca 1923      | Argentinos Juniors – CA Temperley 4:1 |
| 10 czerwca 1923      | Boca Alumni Buenos Aires – CA Alvear 4:2 |
| 10 czerwca 1923      | Del Plata Buenos Aires – Club El Porvenir 0:0 |
| 10 czerwca 1923      | Estudiantes La Plata – Porteño Buenos Aires 2:1 |
| 10 czerwca 1923      | CA Huracán – Retiro Buenos Aires 2:2 |
| 10 czerwca 1923      | Nueva Chicago Buenos Aires – Club Argentino de Banfield 1:1 |
| 10 czerwca 1923      | Palermo Buenos Aires – Sportivo Barracas Buenos Aires 0:4 |
| 10 czerwca 1923      | Club Progresista – Sportivo Dock Sud 0:2 |
| 17 czerwca 1923      | Club Argentino de Banfield – Del Plata Buenos Aires 1:1 |
| 17 czerwca 1923      | Argentinos Juniors – San Fernando Buenos Aires 1:1 |
| 17 czerwca 1923      | Boca Alumni Buenos Aires – Argentino de CA Argentino de Quilmes 6:1 |
| 17 czerwca 1923      | Club El Porvenir – Boca Juniors 0:4 Domingo Tarasconi (2, 1k), Antonio Cerrotti, Pedro Bleo Fournol “Calomino” |
| 17 czerwca 1923      | Estudiantes La Plata – CA Alvear 5:1 |
| 17 czerwca 1923      | CA Huracán – Sportivo del Norte Buenos Aires 2:0 |
| 17 czerwca 1923      | Palermo Buenos Aires – CA All Boys 1:2 |
| 17 czerwca 1923      | Sportivo Barracas Buenos Aires – Retiro Buenos Aires 2:0 |
| 17 czerwca 1923      | Sportivo Dock Sud – Villa Urquiza Buenos Aires 1:0 |
| 17 czerwca 1923      | CS Palermo – Club Progresista 1:0 |
| 17 czerwca 1923      | Nueva Chicago Buenos Aires – Porteño Buenos Aires 2:1 |
| 29 czerwca 1923      | Palermo Buenos Aires – Argentino de CA Argentino de Quilmes 3:2 |
| 1 lipca 1923         | CA All Boys – Club Argentino de Banfield 1:1 |
| 1 lipca 1923         | Argentinos Juniors – CA Alvear 2:1 |
| 1 lipca 1923         | CA Huracán – Boca Juniors 1:1 Loizo – Armando Oliva |
| 1 lipca 1923         | Palermo Buenos Aires – Club El Porvenir 1:0 |
| 1 lipca 1923         | Porteño Buenos Aires – Retiro Buenos Aires 1:1 |
| 1 lipca 1923         | Club Progresista – Sportivo del Norte Buenos Aires 1:0 |
| 1 lipca 1923         | San Fernando Buenos Aires – Del Plata Buenos Aires 1:1 |
| 1 lipca 1923         | CA Temperley – Estudiantes La Plata 1:3 |
| 1 lipca 1923         | Villa Urquiza Buenos Aires – Boca Alumni Buenos Aires 2:0 |
| 8 lipca 1923         | Argentinos Juniors – Palermo Buenos Aires 0:0 |
| 8 lipca 1923         | Villa Urquiza Buenos Aires – Argentino de CA Argentino de Quilmes 0:2 L. Sandoval, J. Catoira |
| 22 lipca 1923        | CA All Boys – Club El Porvenir 0:0 |
| 22 lipca 1923        | Club Argentino de Banfield – Boca Alumni Buenos Aires 1:2 |
| 22 lipca 1923        | Argentino de CA Argentino de Quilmes – CA Temperley 1:0 |
| 22 lipca 1923        | Palermo Buenos Aires – Villa Urquiza Buenos Aires 1:0 |
| 22 lipca 1923        | Porteño Buenos Aires – Club Progresista 0:4 |
| 29 lipca 1923        | CA All Boys – CS Palermo 1:0 |
| 29 lipca 1923        | Argentinos Juniors – Sportivo del Norte Buenos Aires 0:0 |
| 29 lipca 1923        | Boca Juniors – Nueva Chicago Buenos Aires 4:1 Armando Oliva, Domingo Tarasconi (3) – Galeano |
| 29 lipca 1923        | Del Plata Buenos Aires – Argentino de CA Argentino de Quilmes 1:1 ? – A. Bourdieu |
| 29 lipca 1923        | Club El Porvenir – CA Alvear 4:4 |
| 29 lipca 1923        | Palermo Buenos Aires – San Fernando Buenos Aires 2:0 |
| 29 lipca 1923        | Retiro Buenos Aires – Club Progresista 1:1 |
| 29 lipca 1923        | Porteño Buenos Aires – Boca Alumni Buenos Aires 0:0 |
| 29 lipca 1923        | Sportivo Dock Sud – Estudiantes La Plata 1:2 |
| 29 lipca 1923        | CA Temperley – Sportivo Barracas Buenos Aires 1:5 |
| 29 lipca 1923        | Villa Urquiza Buenos Aires – CA Huracán 1:2 |
| 5 sierpnia 1923      | Argentino de CA Argentino de Quilmes – Club Argentino de Banfield 2:1 R. Estevarena (2) – ? |
| 5 sierpnia 1923      | Estudiantes La Plata – Sportivo del Norte Buenos Aires 4:1 |
| 5 sierpnia 1923      | CA Huracán – Club El Porvenir 6:0 |
| 5 sierpnia 1923      | Nueva Chicago Buenos Aires – Argentinos Juniors 1:0 |
| 5 sierpnia 1923      | Retiro Buenos Aires – CA Alvear 1:0 |
| 5 sierpnia 1923      | Porteño Buenos Aires – Boca Juniors 1:3 Loncan – Domingo Tarasconi (2), Pedro Bleo Fourbol “Calomino” |
| 5 sierpnia 1923      | Club Progresista – Boca Alumni Buenos Aires 1:1 |
| 5 sierpnia 1923      | San Fernando Buenos Aires – CA All Boys 2:3 |
| 5 sierpnia 1923      | Sportivo Dock Sud – Sportivo Barracas Buenos Aires 1:1 |
| 5 sierpnia 1923      | CA Temperley – Palermo Buenos Aires 0:0 |
| 5 sierpnia 1923      | Villa Urquiza Buenos Aires – Del Plata Buenos Aires 1:3 |
| 15 sierpnia 1923     | CA All Boys – Del Plata Buenos Aires 1:0 |
| 15 sierpnia 1923     | Club Argentino de Banfield – Argentinos Juniors 1:4 |
| 15 sierpnia 1923     | Boca Juniors – Boca Alumni Buenos Aires 2:0 Domingo Tarasconi, Dante Pertini |
| 15 sierpnia 1923     | CA Huracán – Estudiantes La Plata 2:0 |
| 15 sierpnia 1923     | Palermo Buenos Aires – CA Alvear 1:0 |
| 15 sierpnia 1923     | Retiro Buenos Aires – Sportivo del Norte Buenos Aires 1:1 |
| 15 sierpnia 1923     | San Fernando Buenos Aires – CS Palermo 2:2 |
| 15 sierpnia 1923     | Sportivo Barracas Buenos Aires – Nueva Chicago Buenos Aires 3:1 |
| 16 września 1923     | Argentino de CA Argentino de Quilmes – Estudiantes La Plata 1:0 R. Estevarena k |
| 16 września 1923     | Argentinos Juniors – CA All Boys 1:0 |
| 16 września 1923     | Boca Juniors – CA Alvear 4:0 Domingo Tarasconi (3), Alfredo Garasini |
| 16 września 1923     | Del Plata Buenos Aires – CA Huracán 1:2 |
| 16 września 1923     | Club El Porvenir – Boca Alumni Buenos Aires 1:0 |
| 16 września 1923     | Nueva Chicago Buenos Aires – Club Progresista 3:1 |
| 16 września 1923     | Palermo Buenos Aires – Retiro Buenos Aires 0:1 |
| 16 września 1923     | San Fernando Buenos Aires – CA Temperley 1:1 |
| 16 września 1923     | Sportivo Barracas Buenos Aires – Villa Urquiza Buenos Aires 0:0 |
| 23 września 1923     | CA All Boys – Nueva Chicago Buenos Aires 0:2 |
| 23 września 1923     | CA Alvear – CS Palermo 1:2 |
| 23 września 1923     | Club Argentino de Banfield – Sportivo Dock Sud 1:4 |
| 23 września 1923     | Argentino de CA Argentino de Quilmes – Club El Porvenir 1:1 R. Estevarena – ? |
| 23 września 1923     | Argentinos Juniors – Retiro Buenos Aires 0:0 |
| 23 września 1923     | Del Plata Buenos Aires – Sportivo Barracas Buenos Aires 0:3 |
| 23 września 1923     | Estudiantes La Plata – San Fernando Buenos Aires 5:0 |
| 23 września 1923     | Palermo Buenos Aires – CA Huracán 1:3 |
| 23 września 1923     | Club Progresista – CA Temperley 1:2 |
| 23 września 1923     | Villa Urquiza Buenos Aires – Sportivo del Norte Buenos Aires 1:1 |
| 30 września 1923     | Argentino de CA Argentino de Quilmes – CA Alvear 1:2 |
| 30 września 1923     | Boca Alumni Buenos Aires – Palermo Buenos Aires 0:3 |
| 30 września 1923     | Club Progresista – Villa Urquiza Buenos Aires 3:0 |
| 7 października 1923  | CA Alvear – Boca Alumni Buenos Aires 2:0 |
| 7 października 1923  | Argentino de CA Argentino de Quilmes – Argentinos Juniors 1:0 |
| 7 października 1923  | Boca Juniors – Palermo Buenos Aires 3:0 Domingo Tarasconi, Pedro Bleo Fournol “Calomino”, Dante Pertini |
| 7 października 1923  | Estudiantes La Plata – Villa Urquiza Buenos Aires walkower dla Villa Urquiza Buenos Aires |
| 7 października 1923  | San Fernando Buenos Aires – CA Huracán 1:3 |
| 7 października 1923  | Sportivo Barracas Buenos Aires – CA All Boys 4:0 |
| 14 października 1923 | Argentino de CA Argentino de Quilmes – CA Huracán 0:2 |
| 14 października 1923 | Del Plata Buenos Aires – Palermo Buenos Aires 2:3 |
| 14 października 1923 | Club El Porvenir – CA All Boys 2:1 |
| 14 października 1923 | Nueva Chicago Buenos Aires – Sportivo del Norte Buenos Aires 3:2 |
| 14 października 1923 | Sportivo Dock Sud – CA Temperley 2:0 |
| 14 października 1923 | Villa Urquiza Buenos Aires – Argentinos Juniors 0:1 |
| 14 października 1923 | Sportivo Barracas Buenos Aires – Boca Juniors 0:0 mecz przerwany w 40 minucie z powodu zamieszek na trybunach powtórzony 1 listopada 1923 roku |
| 21 października 1923 | CA All Boys – Boca Alumni Buenos Aires 5:0 |
| 21 października 1923 | CA Alvear – Boca Juniors 0:3 Domingo Tarasconi, Dante Pertini (2) |
| 21 października 1923 | Del Plata Buenos Aires – Sportivo Dock Sud 0:0 |
| 21 października 1923 | Club El Porvenir – CA Huracán 0:0 |
| 21 października 1923 | Palermo Buenos Aires – Club Progresista 3:2 |
| 21 października 1923 | CA Temperley – Argentinos Juniors 1:0 |
| 21 października 1923 | Villa Urquiza Buenos Aires – Sportivo Barracas Buenos Aires 0:1 |
| 28 października 1923 | Palermo Buenos Aires – Sportivo del Norte Buenos Aires 0:0 |
| 28 października 1923 | Porteño Buenos Aires – Club Argentino de Banfield 4:7 |
| 28 października 1923 | Club Progresista – Club El Porvenir 4:3 |
| 28 października 1923 | San Fernando Buenos Aires – Retiro Buenos Aires 1:2 |
| 28 października 1923 | Sportivo Dock Sud – Argentino de CA Argentino de Quilmes 2:1 |
| 28 października 1923 | CA Temperley – CA All Boys 0:1 |
| 1 listopada 1923     | CA All Boys – Sportivo del Norte Buenos Aires 1:1 |
| 1 listopada 1923     | CA Alvear – Del Plata Buenos Aires 1:2 |
| 1 listopada 1923     | Club Argentino de Banfield – Club El Porvenir 2:1 |
| 1 listopada 1923     | Argentino de CA Argentino de Quilmes – San Fernando Buenos Aires 2:1 A. Herrera, J. Estevarena – ? |
| 1 listopada 1923     | Boca Alumni Buenos Aires – Sportivo Dock Sud 0:0 |
| 1 listopada 1923     | CA Huracán – CA Temperley 1:1 |
| 1 listopada 1923     | Palermo Buenos Aires – Nueva Chicago Buenos Aires 4:1 |
| 1 listopada 1923     | Club Progresista – Retiro Buenos Aires 3:0 |
| 1 listopada 1923     | Sportivo Barracas Buenos Aires – Boca Juniors 1:0 Candal powtórzenie meczu przerwanego 14 października 1923 roku |
| 4 listopada 1923     | CA Alvear – CA All Boys 3:1 |
| 4 listopada 1923     | Argentinos Juniors – Boca Alumni Buenos Aires 1:0 |
| 4 listopada 1923     | Boca Juniors – Villa Urquiza Buenos Aires 3:0 Antonio Cerrotti (2), Dante Pertini |
| 4 listopada 1923     | Del Plata Buenos Aires – Club Progresista 2:2 |
| 4 listopada 1923     | Nueva Chicago Buenos Aires – Sportivo Barracas Buenos Aires 3:1 |
| 4 listopada 1923     | Palermo Buenos Aires – Club Argentino de Banfield 3:1 |
| 4 listopada 1923     | Retiro Buenos Aires – Argentino de CA Argentino de Quilmes 0:1 J. Carreras |
| 4 listopada 1923     | Porteño Buenos Aires – CA Huracán 1:4 |
| 4 listopada 1923     | San Fernando Buenos Aires – Sportivo Dock Sud 2:1 |
| 4 listopada 1923     | Sportivo del Norte Buenos Aires – Club El Porvenir 0:1 |
| 11 listopada 1923    | CA Alvear – Sportivo del Norte Buenos Aires 1:0 |
| 11 listopada 1923    | Club Argentino de Banfield – Boca Juniors 2:5 Ungaretti k, Betossini – Mario Busso, Pedro Bleo Fournol “Calomino” k, Domingo Tarasconi (2), Armado Oliva                                                                                                  |
| 11 listopada 1923    | Boca Alumni Buenos Aires – Club Progresista 1:3 |
| 11 listopada 1923    | CA Huracán – Villa Urquiza Buenos Aires 2:0 |
| 11 listopada 1923    | Palermo Buenos Aires – Argentinos Juniors 1:0 |
| 11 listopada 1923    | Retiro Buenos Aires – Nueva Chicago Buenos Aires 0:1 |
| 11 listopada 1923    | Porteño Buenos Aires – Argentino de CA Argentino de Quilmes 0:1 |
| 11 listopada 1923    | Sportivo Dock Sud – Club El Porvenir 0:0 |
| 11 listopada 1923    | CA Temperley – Del Plata Buenos Aires 0:1 |
| 18 listopada 1923    | Argentino de CA Argentino de Quilmes – Villa Urquiza Buenos Aires 1:1 A. Moscatelli – ? |
| 18 listopada 1923    | Club El Porvenir – San Fernando Buenos Aires 0:1 |
| 18 listopada 1923    | Palermo Buenos Aires – Boca Alumni Buenos Aires walkower dla Palermo Buenos Aires mecz zakończył się wynikiem 1:1, ale drużynie Palermo Buenos Aires przyznano walkower, gdyż jeden z zawodników Palermo Buenos Aires otrzymał ranę zagrażającą życiu     |
| 18 listopada 1923    | Club Progresista – Porteño Buenos Aires 1:1 |
| 18 listopada 1923    | Sportivo Dock Sud – Sportivo del Norte Buenos Aires 1:1 |
| 25 listopada 1923    | CA All Boys – CA Huracán 1:5 |
| 25 listopada 1923    | CA Alvear – Retiro Buenos Aires 2:1 |
| 25 listopada 1923    | Del Plata Buenos Aires – Sportivo del Norte Buenos Aires 1:3 |
| 25 listopada 1923    | Nueva Chicago Buenos Aires – Boca Juniors 0:2 Pedro Bleo Fournol “Calomino”, Domingo Tarasconi |
| 25 listopada 1923    | CA Temperley – Boca Alumni Buenos Aires 2:0 |
| 25 listopada 1923    | Villa Urquiza Buenos Aires – San Fernando Buenos Aires 1:1 |
| 25 listopada 1923    | Club El Porvenir – Argentino de CA Argentino de Quilmes 2:1 |
| 16 grudnia 1923      | CA Alvear – Club El Porvenir 1:1 |
| 16 grudnia 1923      | Argentino de CA Argentino de Quilmes – Boca Alumni Buenos Aires 2:0 A. González, R. Estevarena |
| 16 grudnia 1923      | CA Huracán – San Fernando Buenos Aires 3:1 |
| 16 grudnia 1923      | Nueva Chicago Buenos Aires – CA All Boys 2:0 |
| 16 grudnia 1923      | Palermo Buenos Aires – Sportivo Dock Sud 1:1 |
| 16 grudnia 1923      | Club Progresista – Boca Juniors 0:3 Domingo Tarasconi, Antonio Cerrotti, Alfredo Garasini |
| 16 grudnia 1923      | Sportivo Barracas Buenos Aires – Del Plata Buenos Aires walkower dla Sportivo Barracas mecz przerwany w 24 minucie po tym, jak zawodnicy klubu Del Plata Buenos Aires opuścili boisko po przyznaniu rzutu karnego drużynie Sportivo Barracas Buenos Aires |
| 16 grudnia 1923      | Sportivo del Norte Buenos Aires – Argentinos Juniors 1:1 |
| 16 grudnia 1923      | CA Temperley – Club Argentino de Banfield 3:2 mecz przerwany w 70 minucie |
| 16 grudnia 1923      | Villa Urquiza Buenos Aires – Porteño Buenos Aires 1:3 |
| 23 grudnia 1923      | Club Argentino de Banfield – Club Progresista 3:2 |
| 23 grudnia 1923      | Argentino de CA Argentino de Quilmes – Sportivo Barracas Buenos Aires 2:1 |
| 23 grudnia 1923      | Argentinos Juniors – Porteño Buenos Aires 1:1 |
| 23 grudnia 1923      | Boca Alumni Buenos Aires – Boca Juniors 0:9 Antonio Cerrotti, Armado Oliva, Risso s, Domingo Tarasconi (2, 1k), Dante Pertini (4) |
| 23 grudnia 1923      | Del Plata Buenos Aires – CA All Boys 0:0 |
| 23 grudnia 1923      | Nueva Chicago Buenos Aires – Sportivo Dock Sud 1:1 |
| 23 grudnia 1923      | Retiro Buenos Aires – Villa Urquiza Buenos Aires 2:1 |
| 23 grudnia 1923      | San Fernando Buenos Aires – Palermo Buenos Aires 1:3 |
| 23 grudnia 1923      | Sportivo del Norte Buenos Aires – CA Huracán 0:0 |
| 23 grudnia 1923      | CA Temperley – Club El Porvenir 2:1 |
| 30 grudnia 1923      | CA All Boys – Argentinos Juniors 0:1 |
| 30 grudnia 1923      | CA Alvear – San Fernando Buenos Aires 1:0 |
| 30 grudnia 1923      | Club Argentino de Banfield – Argentino de CA Argentino de Quilmes 2:0 |
| 30 grudnia 1923      | Boca Juniors – Del Plata Buenos Aires 4:1 Domingo Tarasconi (4) – Rivet |
| 30 grudnia 1923      | Nueva Chicago Buenos Aires – CA Temperley 2:1 |
| 30 grudnia 1923      | Retiro Buenos Aires – Club El Porvenir 1:1 |
| 30 grudnia 1923      | Porteño Buenos Aires – Sportivo Dock Sud 1:1 |
| 30 grudnia 1923      | Club Progresista – CA Huracán 0:4 |
| 30 grudnia 1923      | Sportivo del Norte Buenos Aires – Boca Alumni Buenos Aires 4:1 |
| 30 grudnia 1923      | Villa Urquiza Buenos Aires – Palermo Buenos Aires 1:2 |
| 30 grudnia 1923      | Club El Porvenir – Argentino de CA Argentino de Quilmes 2:1 |
| 30 grudnia 1923      | Nueva Chicago Buenos Aires – Club El Porvenir 1:0 |
| 30 grudnia 1923      | Nueva Chicago Buenos Aires – Porteño Buenos Aires 2:1 |
| 30 grudnia 1923      | Retiro Buenos Aires – Estudiantes La Plata 0:1 |

### Końcowa tabela sezonu 1923 ligi Asociación Argentina de Football
| Poz | Klub                                 | Mecze | Zw | Rem | Por | Pkt | BrZd | BrStr |
| --- | ------------------------------------ | ----- | -- | --- | --- | --- | ---- | ----- |
| 1   | Boca Juniors                         | 30    | 24 | 3   | 3   | 51  | 87   | 19    |
| 2   | CA Huracán                           | 29    | 23 | 5   | 1   | 51  | 71   | 20    |
| 3   | Sportivo Barracas Buenos Aires       | 28    | 18 | 4   | 6   | 40  | 60   | 28    |
| 4   | Sportivo Dock Sud                    | 28    | 13 | 11  | 4   | 37  | 35   | 21    |
| 5   | Palermo Buenos Aires                 | 25    | 14 | 5   | 6   | 33  | 33   | 26    |
| 6   | Estudiantes La Plata                 | 22    | 14 | 4   | 4   | 32  | 44   | 18    |
| 7   | Nueva Chicago Buenos Aires           | 27    | 13 | 6   | 8   | 32  | 36   | 39    |
| 8   | Argentinos Juniors                   | 28    | 10 | 9   | 9   | 29  | 30   | 25    |
| 9   | Del Plata Buenos Aires               | 29    | 10 | 9   | 10  | 29  | 34   | 35    |
| 10  | CA All Boys                          | 32    | 10 | 8   | 14  | 28  | 31   | 41    |
| 11  | CA Temperley                         | 30    | 11 | 5   | 14  | 27  | 36   | 40    |
| 12  | Club Progresista                     | 30    | 10 | 7   | 13  | 27  | 44   | 50    |
| 13  | Club El Porvenir                     | 33    | 8  | 11  | 14  | 27  | 26   | 44    |
| 14  | Argentino de CA Argentino de Quilmes | 27    | 11 | 4   | 12  | 26  | 27   | 33    |
| 15  | Retiro Buenos Aires                  | 28    | 8  | 10  | 10  | 26  | 23   | 30    |
| 16  | CS Palermo                           | 18    | 9  | 6   | 3   | 24  | 27   | 17    |
| 17  | San Fernando Buenos Aires            | 29    | 8  | 7   | 14  | 23  | 32   | 45    |
| 18  | CA Alvear                            | 30    | 9  | 5   | 16  | 23  | 37   | 56    |
| 19  | Sportivo del Norte Buenos Aires      | 30    | 6  | 8   | 16  | 20  | 30   | 50    |
| 20  | Club Argentino de Banfield           | 28    | 6  | 6   | 16  | 18  | 37   | 61    |
| 21  | Boca Alumni Buenos Aires             | 31    | 6  | 6   | 19  | 18  | 32   | 63    |
| 22  | Villa Urquiza Buenos Aires           | 31    | 4  | 8   | 19  | 16  | 17   | 41    |
| 23  | Porteño Buenos Aires                 | 27    | 3  | 8   | 16  | 14  | 26   | 53    |

Ponieważ do końca roku 1923 zdołano rozegrać około 2/3 meczów w styczniu 1924 roku dwa najlepsze w tabeli kluby zgodziły się rozegrać na neutralnym terenie mecze barażowe o tytuł mistrza Argentyny.
| Data             | Mecz |
| ---------------- | --- |
| 16 marca 1924    | Boca Juniors – CA Huracán 3:0(0:0) mecz rozegrany został na stadionie klubu Sportivo Barracas Sędzia: Servando Pérez Bramki: 1:0 D.Tarascone 49, 2:0 D.Pertini 61, 3:0 A.Cerrotti 75 |
| 30 marca 1924    | CA Huracán – Boca Juniors 2:0(1:0) mecz rozegrany został na stadionie klubu Sportivo Barracas Sędzia: Servando Pérez. Bramki: 1:0 A.Loizo 10, 2:0 C.Onzari 76 |
| 6 kwietnia 1924  | CA Huracán – Boca Juniors 0:0(dog) mecz rozegrany został na stadionie klubu Gimnasia y Esgrima Buenos Aires Sędzia: Servando Pérez. |
| 27 kwietnia 1924 | Boca Juniors – CA Huracán 2:0(0:0) mecz rozegrany został na stadionie klubu Sportivo Barracas Widzowie: 10 0000 Sędzia: Ricardo Villariño Bramki: 1:0 Garassino 59, 2:0 Garassino 62 Club Atlético Boca Juniors: A. Tesorieri – L. Bidoglio, R. Mutis, S. Médici, M. Busso, A. Elli, P. Calomino, A. Cerrotti, A. Garasino, C. Pozo, D. Pertini. Club Atlético Huracán: V. Marmo – C. Nóbile, J. Prato, C. Federico, R. Vázquez, J. Scurzoni, A. Loizo, J. Rodríguez, E. Chiarante, A. Chiessa, C. Onzari. |

Mistrzem Argentyny został klub Boca Juniors.

## Primera División – Asociación Amateurs de Football
Mistrzem Argentyny w roku 1923 w ramach rozgrywek organizowanych przez federację piłkarską Asociación Amateurs de Football został klub San Lorenzo de Almagro, natomiast tytuł wicemistrza Argentyny zdobył klub Independiente. Przed następnym sezonem z konkurencyjnej federacji Asociación Argentina de Football dołączyły dwa kluby – Estudiantes La Plata i CS Palermo, ponadto awansował Liberal Argentino. Ponieważ nikt nie spadł liga powiększyła się z 21 do 24 klubów.

### Kolejka 1
| Data          | Mecz                                                                                            |
| ------------- | ----------------------------------------------------------------------------------------------- |
| 22 lipca 1923 | Atlanta Buenos Aires – San Lorenzo de Almagro 1:3 ? – Alfredo Carricaberry (2), Antonio Valente |
| 22 lipca 1923 | CA Banfield – San Isidro Buenos Aires 1:2                                                       |
| 22 lipca 1923 | CA Estudiantes – Independiente 0:2 Seoane (2)                                                   |
| 22 lipca 1923 | Ferro Carril Oeste – Estudiantil Porteño Buenos Aires 0:0                                       |
| 22 lipca 1923 | Gimnasia y Esgrima La Plata – Club Atlético Lanús 1:0 Iturrería                                 |
| 22 lipca 1923 | CA Platense – Defensores de Belgrano Buenos Aires 3:1                                           |
| 22 lipca 1923 | Racing Club de Avellaneda – Quilmes Athletic Buenos Aires 2:0 Ronzoni, Zabaleta                 |
| 22 lipca 1923 | River Plate – CA Vélez Sarsfield 2:1 Fallati, Favro s – ?                                       |
| 22 lipca 1923 | Sportivo Buenos Aires – Sportivo Almagro Buenos Aires 0:1                                       |
| 22 lipca 1923 | CA Tigre – Barracas Central Buenos Aires 0:2                                                    |

### Kolejka 2
| Data          | Mecz                                                                            |
| ------------- | ------------------------------------------------------------------------------- |
| 29 lipca 1923 | Barracas Central Buenos Aires – Racing Club de Avellaneda 2:0 Alvarez, Fabbiano |
| 29 lipca 1923 | Defensores de Belgrano Buenos Aires – Gimnasia y Esgrima La Plata 1:1           |
| 29 lipca 1923 | Estudiantil Porteño Buenos Aires – CA Tigre 0:0                                 |
| 29 lipca 1923 | Independiente – CA Banfield 2:0 López, Seoane                                   |
| 29 lipca 1923 | Club Atlético Lanús – River Plate 1:4 Saruppo – Gainzaraín (2), Liciardi (2)    |
| 29 lipca 1923 | Quilmes Athletic Buenos Aires – Atlanta Buenos Aires 3:3                        |
| 29 lipca 1923 | San Isidro Buenos Aires – Sportivo Buenos Aires 2:0                             |
| 29 lipca 1923 | San Lorenzo de Almagro – CA Platense 3:0 Alfredo Carricaberry (2), José Fossa   |
| 29 lipca 1923 | Sportivo Almagro Buenos Aires – Ferro Carril Oeste 1:0                          |
| 29 lipca 1923 | CA Vélez Sarsfield – Argentino del Sud Buenos Aires 0:1 Gentile                 |

### Kolejka 3
| Data            | Mecz                                                                               |
| --------------- | ---------------------------------------------------------------------------------- |
| 5 sierpnia 1923 | Atlanta Buenos Aires – San Isidro Buenos Aires 0:2                                 |
| 5 sierpnia 1923 | CA Banfield – Defensores de Belgrano Buenos Aires 1:0                              |
| 5 sierpnia 1923 | CA Estudiantes – San Lorenzo de Almagro 1:2 ? – Juan Maglio, Alfredo Sánchez       |
| 5 sierpnia 1923 | Estudiantil Porteño Buenos Aires – Gimnasia y Esgrima La Plata 0:2                 |
| 5 sierpnia 1923 | Club Atlético Lanús – Sportivo Buenos Aires 0:1 Pozzo                              |
| 5 sierpnia 1923 | Quilmes Athletic Buenos Aires – Argentino del Sud Buenos Aires 2:0 Dannaher, Denda |
| 5 sierpnia 1923 | Racing Club de Avellaneda – Independiente 0:1 Tubio                                |
| 5 sierpnia 1923 | River Plate – Barracas Central Buenos Aires 0:1                                    |
| 5 sierpnia 1923 | Sportivo Almagro Buenos Aires – CA Platense 0:1                                    |
| 5 sierpnia 1923 | CA Vélez Sarsfield – Ferro Carril Oeste 2:0                                        |

### Kolejka 4
| Data             | Mecz |
| ---------------- | --- |
| 12 sierpnia 1923 | Ferro Carril Oeste – San Isidro Buenos Aires 0:3 |
| 12 sierpnia 1923 | River Plate – Defensores de Belgrano Buenos Aires 2:1 Uriarte (2) – ? mecz przerwany z powodu złej pogody w 27 minucie przy stanie 2:0 dokończony 30 grudnia 1923 roku |
| 30 grudnia 1923  | Argentino del Sud Buenos Aires – Racing Club de Avellaneda 1:3 Cruz – Ochoa (2, 1k), Pereyra |
| 30 grudnia 1923  | CA Banfield – CA Platense walkower dla Banfield |
| 30 grudnia 1923  | Estudiantil Porteño Buenos Aires – CA Vélez Sarsfield 0:2 |
| 30 grudnia 1923  | Gimnasia y Esgrima La Plata – Atlanta Buenos Aires 1:0 |
| 30 grudnia 1923  | Club Atlético Lanús – San Lorenzo de Almagro 1:4(1:2) Bramki: 1:0 Danielli 15, 1:1 Alfredo Carricaberry 18, 1:2 Lindolfo Acosta 43, 1:3 Antonio Valente 80, 1:4 Juan Maglio 88 Club Atlético Lanús: Bengoechea – Fantini, Brenta, Giacosa, MacCoubrey, Mac Lennan, Spadaro, Oreiro, B. Saruppo, E. Saruppo, Danielli. Club Atlético San Lorenzo de Almagro: Caldano – Omar, E. Monti, Sánchez, L. Monti, Pérez, Alfredo Carricaberry, Lindolfo Acosta, Antonio Valente, Juan Maglio, Delor. |
| 30 grudnia 1923  | Sportivo Almagro Buenos Aires – Barracas Central Buenos Aires 1:1 |
| 30 grudnia 1923  | Sportivo Buenos Aires – Independiente 0:3 Ravaschino (3) |
| 30 grudnia 1923  | CA Tigre – CA Estudiantes 4:2 |

### Kolejka 5
| Data             | Mecz                                                                                    |
| ---------------- | --------------------------------------------------------------------------------------- |
| 19 sierpnia 1923 | Barracas Central Buenos Aires – CA Banfield 0:1                                         |
| 19 sierpnia 1923 | Defensores de Belgrano Buenos Aires – CA Tigre 2:0                                      |
| 19 sierpnia 1923 | Estudiantil Porteño Buenos Aires – CA Estudiantes 2:0                                   |
| 19 sierpnia 1923 | Independiente – Gimnasia y Esgrima La Plata 1:0 Orsi                                    |
| 19 sierpnia 1923 | Club Atlético Lanús – Racing Club de Avellaneda 0:1 Ochoa                               |
| 19 sierpnia 1923 | Quilmes Athletic Buenos Aires – Sportivo Buenos Aires 1:0                               |
| 19 sierpnia 1923 | San Isidro Buenos Aires – River Plate 0:0                                               |
| 19 sierpnia 1923 | San Lorenzo de Almagro – Ferro Carril Oeste 2:0 Alfredo Carricaberry, Luis Monti        |
| 19 sierpnia 1923 | Sportivo Almagro Buenos Aires – Argentino del Sud Buenos Aires 1:1 Recanatini – Gentile |
| 19 sierpnia 1923 | CA Vélez Sarsfield – Atlanta Buenos Aires 2:0                                           |

### Kolejka 6
| Data                 | Mecz                                                              |
| -------------------- | ----------------------------------------------------------------- |
| 2 września 1923      | River Plate – Quilmes Athletic Buenos Aires 2:0 Uriarte, Liciardi |
| 2 września 1923      | Sportivo Buenos Aires – CA Vélez Sarsfield 5:4                    |
| 2 września 1923      | CA Tigre – Independiente 0:5 Seoane (3), Orsi, Ravaschino         |
| 12 października 1923 | Atlanta Buenos Aires – Sportivo Almagro Buenos Aires 1:1          |
| 12 października 1923 | CA Banfield – Club Atlético Lanús 1:0                             |
| 12 października 1923 | CA Estudiantes – Defensores de Belgrano Buenos Aires 0:3          |
| 12 października 1923 | Gimnasia y Esgrima La Plata – Barracas Central Buenos Aires 0:1   |
| 12 października 1923 | CA Platense – Estudiantil Porteño Buenos Aires 1:1                |
| 25 grudnia 1923      | Argentino del Sud Buenos Aires – San Lorenzo de Almagro 0:0       |
| 25 grudnia 1923      | Racing Club de Avellaneda – San Isidro Buenos Aires 4:2           |

### Kolejka 7
| Data            | Mecz                                                                                       |
| --------------- | ------------------------------------------------------------------------------------------ |
| 9 września 1923 | Barracas Central Buenos Aires – Argentino del Sud Buenos Aires 1:1 Alvarez k – Siciliani k |
| 9 września 1923 | Defensores de Belgrano Buenos Aires – Sportivo Buenos Aires 1:1                            |
| 9 września 1923 | Estudiantil Porteño Buenos Aires – River Plate 1:1 ? – Uriarte                             |
| 9 września 1923 | Independiente – Atlanta Buenos Aires 2:0 Orsi k, Seoane                                    |
| 9 września 1923 | Club Atlético Lanús – Ferro Carril Oeste 1:0 Saruppo                                       |
| 9 września 1923 | Quilmes Athletic Buenos Aires – CA Estudiantes 0:1                                         |
| 9 września 1923 | San Isidro Buenos Aires – CA Platense 2:0                                                  |
| 9 września 1923 | San Lorenzo de Almagro – CA Banfield 2:0 Lindolfo Acosta, Antonio Urso                     |
| 9 września 1923 | Sportivo Almagro Buenos Aires – Gimnasia y Esgrima La Plata 1:0                            |
| 9 września 1923 | CA Vélez Sarsfield – CA Tigre 0:0                                                          |

### Kolejka 8
| Data             | Mecz                                                                      |
| ---------------- | ------------------------------------------------------------------------- |
| 16 września 1923 | Argentino del Sud Buenos Aires – Independiente 0:2 Orsi (2)               |
| 16 września 1923 | Atlanta Buenos Aires – Defensores de Belgrano Buenos Aires 0:0            |
| 16 września 1923 | CA Banfield – Sportivo Almagro Buenos Aires 1:1                           |
| 16 września 1923 | CA Estudiantes – San Isidro Buenos Aires 1:1                              |
| 16 września 1923 | Ferro Carril Oeste – Barracas Central Buenos Aires 0:1                    |
| 16 września 1923 | Gimnasia y Esgrima La Plata – CA Vélez Sarsfield 4:0                      |
| 16 września 1923 | CA Platense – Club Atlético Lanús 2:1 Duarte, Benítez k – Danielli k      |
| 16 września 1923 | Racing Club de Avellaneda – San Lorenzo de Almagro 2:0 Martín Barceló (2) |
| 16 września 1923 | Sportivo Buenos Aires – Estudiantil Porteño Buenos Aires 3:1              |
| 16 września 1923 | CA Tigre – Quilmes Athletic Buenos Aires 2:3                              |

### Kolejka 9
| Data             | Mecz                                                                             |
| ---------------- | -------------------------------------------------------------------------------- |
| 23 września 1923 | Atlanta Buenos Aires – CA Platense 3:1                                           |
| 23 września 1923 | CA Banfield – CA Estudiantes 2:0                                                 |
| 23 września 1923 | Barracas Central Buenos Aires – Quilmes Athletic Buenos Aires 2:0                |
| 23 września 1923 | Defensores de Belgrano Buenos Aires – San Lorenzo de Almagro 0:1 Antonio Valente |
| 23 września 1923 | Estudiantil Porteño Buenos Aires – Sportivo Almagro Buenos Aires 2:1             |
| 23 września 1923 | Ferro Carril Oeste – Sportivo Buenos Aires 1:0                                   |
| 23 września 1923 | Independiente – San Isidro Buenos Aires 1:1 Seoane – Zumelzú                     |
| 23 września 1923 | Club Atlético Lanús – CA Vélez Sarsfield 2:0 Pisa, Mac Coubrey                   |
| 23 września 1923 | Racing Club de Avellaneda – CA Tigre 1:1 Zabaleta – Delgado                      |
| 23 września 1923 | River Plate – Gimnasia y Esgrima La Plata 2:0 Gaizarain (2)                      |

### Kolejka 10
| Data             | Mecz |
| ---------------- | --- |
| 30 września 1923 | Argentino del Sud Buenos Aires – Gimnasia y Esgrima La Plata 1:2 Soro – Iturrería, Morgada                |
| 30 września 1923 | Atlanta Buenos Aires – River Plate 0:4 Liciardi, Fallati, Uriarte, Gainzarain                             |
| 30 września 1923 | Defensores de Belgrano Buenos Aires – Barracas Central Buenos Aires 1:2                                   |
| 30 września 1923 | CA Estudiantes – Ferro Carril Oeste 3:1                                                                   |
| 30 września 1923 | Estudiantil Porteño Buenos Aires – Independiente 0:2 Ravaschino, Canaveri                                 |
| 30 września 1923 | CA Platense – CA Tigre 0:0                                                                                |
| 30 września 1923 | San Isidro Buenos Aires – Club Atlético Lanús 1:1 Annuzziata – Costa Bertani                              |
| 30 września 1923 | Sportivo Almagro Buenos Aires – Quilmes Athletic Buenos Aires 1:4                                         |
| 30 września 1923 | Sportivo Buenos Aires – Racing Club de Avellaneda 1:4 Gaete k – Martín Barceló, Ronzoni (2), Perinetti    |
| 30 września 1923 | CA Vélez Sarsfield – San Lorenzo de Almagro 1:3 ? – Edelmiro Delor, Alfredo Carricaberry, Antonio Valente |

### Kolejka 11
| Data                | Mecz                                                                              |
| ------------------- | --------------------------------------------------------------------------------- |
| 7 października 1923 | Barracas Central Buenos Aires – Estudiantil Porteño Buenos Aires 3:2              |
| 7 października 1923 | CA Estudiantes – Argentino del Sud Buenos Aires 0:2 García, Soro                  |
| 7 października 1923 | Gimnasia y Esgrima La Plata – CA Platense 0:0                                     |
| 7 października 1923 | Independiente – CA Vélez Sarsfield 5:1 Ravaschino (3), Orsi, Seoane – Martínez    |
| 7 października 1923 | Club Atlético Lanús – Defensores de Belgrano Buenos Aires 1:1 Danielli – Pasquale |
| 7 października 1923 | Racing Club de Avellaneda – Atlanta Buenos Aires 3:0 Ronzoni (2), Rey             |
| 7 października 1923 | San Lorenzo de Almagro – Quilmes Athletic Buenos Aires 1:0 Luis Monti             |
| 7 października 1923 | Sportivo Almagro Buenos Aires – San Isidro Buenos Aires 1:1                       |
| 7 października 1923 | Sportivo Buenos Aires – CA Banfield 1:0                                           |
| 7 października 1923 | CA Tigre – Ferro Carril Oeste 2:1                                                 |

### Kolejka 12
| Data                 | Mecz                                                                                           |
| -------------------- | ---------------------------------------------------------------------------------------------- |
| 14 października 1923 | Argentino del Sud Buenos Aires – Atlanta Buenos Aires 1:0 Barrera                              |
| 14 października 1923 | CA Banfield – Gimnasia y Esgrima La Plata 1:2                                                  |
| 14 października 1923 | Defensores de Belgrano Buenos Aires – Sportivo Almagro Buenos Aires 0:0                        |
| 14 października 1923 | Estudiantil Porteño Buenos Aires – Club Atlético Lanús 1:0 de Sarrasqueta                      |
| 14 października 1923 | CA Platense – Sportivo Buenos Aires 5:2                                                        |
| 14 października 1923 | Quilmes Athletic Buenos Aires – Independiente 2:3 Dannaher, Quadrio – Orsi, Ravaschino, Seoane |
| 14 października 1923 | Racing Club de Avellaneda – CA Estudiantes 3:0 Hugo Martín Barceló (3)                         |
| 14 października 1923 | River Plate – CA Tigre 2:1 Gainzarain (2) – ?                                                  |
| 14 października 1923 | San Isidro Buenos Aires – San Lorenzo de Almagro 1:2 ? – Antonio Valente, Alfredo Carricaberry |
| 14 października 1923 | CA Vélez Sarsfield – Barracas Central Buenos Aires 2:0                                         |

### Kolejka 13
| Data                 | Mecz |
| -------------------- | --- |
| 21 października 1923 | Atlanta Buenos Aires – Ferro Carril Oeste 0:2 |
| 21 października 1923 | Barracas Central Buenos Aires – San Isidro Buenos Aires 3:1 |
| 21 października 1923 | CA Estudiantes – River Plate 0:1 Liciardi |
| 21 października 1923 | Quilmes Athletic Buenos Aires – Club Atlético Lanús 3:2 Dannaher, Bond (2) – Saruppo, Danielli                                                                             |
| 21 października 1923 | San Lorenzo de Almagro – Estudiantil Porteño Buenos Aires 2:1 Luis Monti, Alfredo Carricaberry – ?                                                                         |
| 21 października 1923 | CA Tigre – CA Banfield 2:1 |
| 9 grudnia 1923       | Gimnasia y Esgrima La Plata – Racing Club de Avellaneda 2:1 Curell, Durso – Ronzoni                                                                                        |
| 9 grudnia 1923       | Independiente – Defensores de Belgrano Buenos Aires walkower dla Independiente mecz przerwany w 70 minucie przy stanie 1:1 z powodu niewłaściwego zachowania drużyny gości |
| 25 grudnia 1923      | Sportivo Almagro Buenos Aires – CA Vélez Sarsfield 1:0 |
| 13 stycznia 1923     | Argentino del Sud Buenos Aires – Sportivo Buenos Aires 0:1 |

### Kolejka 14
| Data                 | Mecz |
| -------------------- | --- |
| 28 października 1923 | Defensores de Belgrano Buenos Aires – Quilmes Athletic Buenos Aires 1:0                                          |
| 28 października 1923 | CA Estudiantes – Atlanta Buenos Aires 0:1                                                                        |
| 28 października 1923 | Ferro Carril Oeste – CA Banfield 0:0                                                                             |
| 28 października 1923 | Club Atlético Lanús – Sportivo Almagro Buenos Aires 2:4 Danielli, Pisa – Vitale, Goicochea, Rodríguez, Fernández |
| 28 października 1923 | CA Platense – Racing Club de Avellaneda 3:1 Duarte, León, Cracco – Ochoa k                                       |
| 28 października 1923 | River Plate – Argentino del Sud Buenos Aires 3:0 Uriarte k, Liciardi, Fallate                                    |
| 28 października 1923 | San Isidro Buenos Aires – Estudiantil Porteño Buenos Aires 2:1                                                   |
| 28 października 1923 | San Lorenzo de Almagro – Independiente 1:0 Lindolfo Acosta                                                       |
| 28 października 1923 | Sportivo Buenos Aires – Gimnasia y Esgrima La Plata 2:1                                                          |

### Kolejka 15
| Data              | Mecz |
| ----------------- | --- |
| 11 listopada 1923 | Barracas Central Buenos Aires – Sportivo Buenos Aires 1:0                                                                                            |
| 11 listopada 1923 | Defensores de Belgrano Buenos Aires – Racing Club de Avellaneda 1:2 Dimare – Ronzoni k, Ochoa                                                        |
| 11 listopada 1923 | Estudiantil Porteño Buenos Aires – CA Banfield 1:1                                                                                                   |
| 11 listopada 1923 | Independiente – River Plate walkower dla River Plate mecz przerwany w połowie przy stanie 0:0 z powodu ataku na sędziego piłkarzy drużyny gospodarzy |
| 11 listopada 1923 | Club Atlético Lanús – Atlanta Buenos Aires 1:1 Pisa – Bonelli                                                                                        |
| 11 listopada 1923 | Quilmes Athletic Buenos Aires – Ferro Carril Oeste 0:1                                                                                               |
| 11 listopada 1923 | San Isidro Buenos Aires – Argentino del Sud Buenos Aires 0:1                                                                                         |
| 11 listopada 1923 | San Lorenzo de Almagro – CA Tigre 2:1 Antonio Valente (2) – ?                                                                                        |
| 11 listopada 1923 | Sportivo Almagro Buenos Aires – CA Estudiantes 1:1                                                                                                   |
| 11 listopada 1923 | CA Vélez Sarsfield – CA Platense 2:0 |

### Kolejka 16
| Data              | Mecz                                                                                   |
| ----------------- | -------------------------------------------------------------------------------------- |
| 18 listopada 1923 | Argentino del Sud Buenos Aires – CA Tigre 0:2 Benítez, Simoni                          |
| 18 listopada 1923 | Independiente – Sportivo Almagro Buenos Aires 1:1 Ravaschino – Vitale                  |
| 18 listopada 1923 | CA Platense – CA Estudiantes 1:1                                                       |
| 18 listopada 1923 | Quilmes Athletic Buenos Aires – Estudiantil Porteño Buenos Aires 4:2                   |
| 18 listopada 1923 | Racing Club de Avellaneda – CA Banfield 5:0 Martín Barceló (3), Perinetti, Ronzoni     |
| 18 listopada 1923 | San Lorenzo de Almagro – Barracas Central Buenos Aires 2:1 Luis Monti, Juan Maglio – ? |
| 18 listopada 1923 | Sportivo Buenos Aires – River Plate 0:0                                                |
| 25 grudnia 1923   | Ferro Carril Oeste – Gimnasia y Esgrima La Plata 2:1                                   |
| 13 stycznia 1923  | CA Vélez Sarsfield – Defensores de Belgrano Buenos Aires 1:0                           |

### Kolejka 17
| Data              | Mecz |
| ----------------- | --- |
| 25 listopada 1923 | Atlanta Buenos Aires – CA Banfield 3:2 |
| 25 listopada 1923 | Barracas Central Buenos Aires – Independiente walkower dla Barracas Central Independiente wycofało się na znak protestu przeciwko odebraniu punktów z meczu z klubem River Plate         |
| 25 listopada 1923 | Defensores de Belgrano Buenos Aires – Estudiantil Porteño Buenos Aires 1:1 |
| 25 listopada 1923 | Gimnasia y Esgrima La Plata – CA Estudiantes 3:0 |
| 25 listopada 1923 | River Plate – Racing Club de Avellaneda 0:2 Martín Barceló (2) |
| 25 listopada 1923 | San Isidro Buenos Aires – Quilmes Athletic Buenos Aires 6:1 |
| 25 listopada 1923 | CA Tigre – Sportivo Buenos Aires 0:1 |
| 25 listopada 1923 | Ferro Carril Oeste – CA Platense walkower dla Ferro Carril Oeste z braku sędziego rozegrano mecz towarzyski zakończony wynikiem 1:0 później CA Platense zrezygnowało z powtórzenia meczu |
| 9 grudnia 1923    | San Lorenzo de Almagro – Sportivo Almagro Buenos Aires 1:0 Enrique Monti |

### Kolejka 18
| Data           | Mecz                                                          |
| -------------- | ------------------------------------------------------------- |
| 9 grudnia 1923 | CA Banfield – Argentino del Sud Buenos Aires 0:0              |
| 9 grudnia 1923 | Barracas Central Buenos Aires – Club Atlético Lanús 1:0 Passi |
| 9 grudnia 1923 | CA Platense – River Plate 0:1 Cándido García                  |
| 9 grudnia 1923 | Sportivo Buenos Aires – CA Estudiantes 1:1                    |
| 9 grudnia 1923 | CA Tigre – Atlanta Buenos Aires 0:2                           |
| 9 grudnia 1923 | CA Vélez Sarsfield – San Isidro Buenos Aires 1:0              |

### Kolejka 19
| Data            | Mecz                                                                             |
| --------------- | -------------------------------------------------------------------------------- |
| 16 grudnia 1923 | Argentino del Sud Buenos Aires – Defensores de Belgrano Buenos Aires 1:0 Bao     |
| 16 grudnia 1923 | Atlanta Buenos Aires – Estudiantil Porteño Buenos Aires 4:1                      |
| 16 grudnia 1923 | CA Banfield – CA Vélez Sarsfield 0:0                                             |
| 16 grudnia 1923 | CA Estudiantes – Club Atlético Lanús 1:1 Penzi – Danielli                        |
| 16 grudnia 1923 | Ferro Carril Oeste – Independiente 1:3 Alfieri – Rey, Orsi (2)                   |
| 16 grudnia 1923 | Gimnasia y Esgrima La Plata – Quilmes Athletic Buenos Aires 2:1                  |
| 16 grudnia 1923 | CA Platense – Barracas Central Buenos Aires 2:2                                  |
| 16 grudnia 1923 | Racing Club de Avellaneda – Sportivo Almagro Buenos Aires 2:0 Martín Barceló (2) |
| 16 grudnia 1923 | River Plate – San Lorenzo de Almagro 1:0 Liciardi                                |
| 16 grudnia 1923 | CA Tigre – San Isidro Buenos Aires 3:0                                           |

### Kolejka 20
| Data            | Mecz |
| --------------- | --- |
| 23 grudnia 1923 | Barracas Central Buenos Aires – CA Estudiantes 0:0 |
| 23 grudnia 1923 | Defensores de Belgrano Buenos Aires – Ferro Carril Oeste 1:1 |
| 23 grudnia 1923 | Estudiantil Porteño Buenos Aires – Argentino del Sud Buenos Aires 0:0 |
| 23 grudnia 1923 | Independiente – CA Platense 5:1 Ravaschino (2), Perducca, Orsi, Rey – Cracco |
| 23 grudnia 1923 | Club Atlético Lanús – CA Tigre 1:2 ? – Benítez, Rivas mecz przerwano w 52 minucie przy stanie 0:2 z powodu niewłaściwego zachowania zawodników obu zespołów dokończono 13 stycznia 1924 roku |
| 23 grudnia 1923 | Quilmes Athletic Buenos Aires – CA Banfield 2:2 |
| 23 grudnia 1923 | San Isidro Buenos Aires – Gimnasia y Esgrima La Plata 0:1 |
| 23 grudnia 1923 | San Lorenzo de Almagro – Sportivo Buenos Aires 3:2 Alfredo Sánchez, Lindolfo Acosta y Edelmiro Delor – ?, ?                                                                                  |
| 23 grudnia 1923 | Sportivo Almagro Buenos Aires – River Plate 3:0 |
| 23 grudnia 1923 | CA Vélez Sarsfield – Racing Club de Avellaneda 1:0 Mazza |

### Kolejka 21
| Data            | Mecz |
| --------------- | --- |
| 6 stycznia 1924 | Argentino del Sud Buenos Aires – Club Atlético Lanús 2:3 Bao, Cruz – Saruppo, Danielli, Oreiro |
| 6 stycznia 1924 | Atlanta Buenos Aires – Barracas Central Buenos Aires walkower dla Atlanta mecz przerwano przy stanie 1:1 |
| 6 stycznia 1924 | CA Estudiantes – CA Vélez Sarsfield 0:0 |
| 6 stycznia 1924 | Gimnasia y Esgrima La Plata – San Lorenzo de Almagro walkower dla San Lorenzo de Almagro mecz przerwano w 70 minucie przy stanie 2:1 z powodu zamieszek na trybunach, do których dołączyli piłkarze drużyny gospodarzy |
| 6 stycznia 1924 | CA Platense – Quilmes Athletic Buenos Aires walkower dla Platense |
| 6 stycznia 1924 | Racing Club de Avellaneda – Estudiantil Porteño Buenos Aires 7:0 Pereyra, Brameri (2), Ochoa (2), Rey, Perinetti |
| 6 stycznia 1924 | River Plate – Ferro Carril Oeste 3:1 Cándido García, Fallati, Lucarelli – ? |
| 6 stycznia 1924 | San Isidro Buenos Aires – Defensores de Belgrano Buenos Aires 0:2 |
| 6 stycznia 1924 | CA Tigre – Sportivo Almagro Buenos Aires walkower dla Tigre |

### Kolejka 22
| Data             | Mecz                                                                                     |
| ---------------- | ---------------------------------------------------------------------------------------- |
| 20 stycznia 1924 | Argentino del Sud Buenos Aires – CA Platense walkower dla Argentino del Sud Buenos Aires |
| 20 stycznia 1924 | CA Banfield – River Plate 0:1 Liciardi                                                   |
| 20 stycznia 1924 | Ferro Carril Oeste – Racing Club de Avellaneda 1:3 Alfieri – Brisotti (3)                |
| 20 stycznia 1924 | Gimnasia y Esgrima La Plata – CA Tigre walkower dla Gimnasia y Esgrima                   |
| 20 stycznia 1924 | Independiente – Club Atlético Lanús 2:0 Rey (2)                                          |
| 20 stycznia 1924 | Quilmes Athletic Buenos Aires – CA Vélez Sarsfield 2:0                                   |
| 20 stycznia 1924 | Sportivo Buenos Aires – Atlanta Buenos Aires walkower dla Sportivo Buenos Aires          |

### Kolejka 23
| Mecz |
| --- |
| Ferro Carril Oeste – Argentino del Sud Buenos Aires walkower dla Ferro Carril Oeste mecz zaplanowany został prawdopodobnie na połowę stycznia 1924 roku |

### Końcowa tabela sezonu 1923 ligi Asociación Amateurs de Football
| Poz | Klub                                | Mecze | Zw | Rem | Por | Pkt | BrZd | BrStr |
| --- | ----------------------------------- | ----- | -- | --- | --- | --- | ---- | ----- |
| 1   | San Lorenzo de Almagro              | 20    | 17 | 1   | 2   | 35  | 34   | 13    |
| 2   | Independiente                       | 20    | 15 | 2   | 3   | 32  | 40   | 8     |
| 3   | River Plate                         | 20    | 14 | 3   | 3   | 31  | 29   | 12    |
| 4   | Racing Club de Avellaneda           | 20    | 14 | 1   | 5   | 29  | 46   | 16    |
| 5   | Barracas Central Buenos Aires       | 20    | 12 | 4   | 4   | 28  | 24   | 13    |
| 6   | Gimnasia y Esgrima La Plata         | 20    | 11 | 2   | 7   | 24  | 23   | 14    |
| 7   | Sportivo Almagro Buenos Aires       | 20    | 6  | 8   | 6   | 20  | 20   | 19    |
| 8   | San Isidro Buenos Aires             | 20    | 7  | 5   | 8   | 19  | 27   | 24    |
| 9   | CA Vélez Sarsfield                  | 20    | 8  | 3   | 9   | 19  | 20   | 25    |
| 10  | Sportivo Buenos Aires               | 20    | 8  | 3   | 9   | 19  | 21   | 29    |
| 11  | Argentino del Sud Buenos Aires      | 20    | 7  | 5   | 8   | 19  | 13   | 19    |
| 12  | CA Tigre                            | 20    | 7  | 4   | 9   | 18  | 20   | 25    |
| 13  | CA Platense                         | 20    | 6  | 5   | 9   | 17  | 20   | 25    |
| 14  | Quilmes Athletic Buenos Aires       | 20    | 7  | 2   | 11  | 16  | 28   | 33    |
| 15  | Atlanta Buenos Aires                | 20    | 6  | 4   | 10  | 16  | 19   | 29    |
| 16  | CA Banfield                         | 20    | 5  | 6   | 9   | 16  | 14   | 24    |
| 17  | Defensores de Belgrano Buenos Aires | 20    | 4  | 7   | 9   | 15  | 17   | 18    |
| 18  | Ferro Carril Oeste                  | 20    | 6  | 3   | 11  | 15  | 12   | 26    |
| 19  | Estudiantil Porteño Buenos Aires    | 20    | 3  | 7   | 10  | 13  | 17   | 36    |
| 20  | CA Estudiantes                      | 20    | 2  | 7   | 11  | 11  | 12   | 31    |
| 21  | Club Atlético Lanús                 | 20    | 2  | 4   | 14  | 8   | 17   | 34    |